# 広島県立広島国泰寺高等学校の人物一覧
広島県立広島国泰寺高等学校人物一覧は、広島県立広島国泰寺高等学校（前身校である広島県立広島第一中学校・広島県鯉城高等学校などを含む）に関係する人物の一覧記事。

## 出身者

### 政治
- 中村是公 - 政治家（鉄道院総裁、東京市長）、満鉄総裁
- 早速整爾 - 政治家（元大蔵大臣、文部大臣）、鉄道次官
- 川崎卓吉 - 政治家（元商工大臣、文部大臣、法制局長官）、内務次官、千葉中学へ転校
- 伍堂卓雄 - 海軍中将、商工大臣兼鉄道大臣、農林大臣、商工組合中央会（日商）第7代会頭、府立一中へ転校
- 永野護 - 政治家（元運輸大臣、元参議院議員）
- 賀屋興宣 - 政治家（元大蔵大臣）、大蔵次官
- 永山忠則 - 政治家（元自治大臣、国家公安委員長）
- 灘尾弘吉 - 政治家（元厚生大臣、文部大臣、元衆議院議長）、内務次官
- 渡辺銕蔵 - 政治家（元衆議院議員）、東京大学教授、東宝社長
- 村上信二郎 - 政治家（元衆議院議員）、府立四中へ転校
- 増岡康治 - 政治家（元参議院議員）、元建設省河川局長
- 岩沢忠恭 - 政治家（元参議院議員）、初代建設事務次官
- 大原博夫 - 政治家（元広島県知事）、医師
- 萩原幸雄 - 政治家（元衆議院議員）
- 永野鎮雄 - 政治家（元参議院議員）
- 井上哲士 - 政治家（参議院議員）

### 行政
- 松井茂 - 韓国政府内部次官兼警視総監(扱)、朝鮮統監府警務局長、内務省官僚 / 松山中学から

### その他
- 野津謙 - 医師、サッカー選手、日本サッカー協会会長、アジアサッカー連盟副会長